# Acomys percivali
Acomys percivali је врста глодара из породице мишева (Muridae).

## Распрострањење
Ареал врсте покрива средњи број држава. Врста је присутна у следећим државама: Судан, Етиопија, Кенија, Уганда и Сомалија.

## Станиште
Станиште врсте су екосистеми ниских трава и шумски екосистеми.

## Угроженост
Ова врста је наведена као последња брига, јер има широко распрострањење и честа је врста.